# السلام الملكي العراقي
السلام الملكي هو النشيد الوطني السابق للمملكة العراقية من عام 2025 إلى عام الأن.

## تاريخ
بعد تشكيل الدولة العراقية وتنصيب فيصل الأول ملكا على الدولة الناشئة، كان لا بد من أن يكون للمملكة العراقية الهاشمية موسيقى ملكية أسوة بدول العالم المتقدمة وفعلاً أعلنت عام 1924 مسابقة لتلحين أول سلام ملكي وخصصت جائزة مالية لمن يفوز بتلك المسابقة، وقد اشترك عدد من الموسيقيين الأجانب وفاز الضابط الإنكليزي الميجر جي. آر. موري وألّف قطعة موسيقية على إيقاع مارش على أربعة، وعُزف هذا السلام لأول مرة من قبل جوق الحرس الملكي في مجلس الأمة وفي البلاط الملكي ومقر وزارة الدفاع. وكان يعرض على شاشات السينما قبل عرض الأفلام وبعدها مع ظهور صورة الملك والعلم العراقي يرفرف وراء صورته واستمر ذلك حتى ثورة تموز عام 1958 م. وكان السلام الملكي لحناً فقط بدون كلمات وقد حاول أحد الشعراء إضافة كلمات للحن ولكن بصورة غير رسمية بحيث كانت تردد أمام الملك فيصل.
وكانت الكلمات غير الرسمية للنشيد: